# 刁镇街道
刁镇街道，原为刁镇，是中华人民共和国山東省济南市章丘区下辖的一个乡镇级行政单位。2020年8月，撤镇设街道，现行政区划为370114016。

## 行政区划
刁镇街道下辖以下地区：
旧东村、旧西村、旧南村、旧北村、柴家村、时前村、时东村、时北村、王三村、王四村、王福村、索家村、崔高村、堤张村、邵庄村、王官村、尹家村、左家村、溪柳村、张官村、前刘村、刁西村、巩家村、白衣村、沈家村、刁东村、后刘村、裴家村、周贾村、刘官村、李家村、道口村、小辛村、南芽村、董家村、北芽村、潘家村、请十户村、崔家村、田福村、田官村、韩庄村、阚家村、山河村、夏侯村、茄庄村、炭张村、山陈村、小坡村、曹庄村和吴家村。

## 人口
2010年中国第六次人口普查时，刁镇共有人口62031人。共有家庭18175户，平均每户3.39人。14岁以下的少年儿童共10307人，占总人口16.61%；15-64岁人口共44942人，占总人口72.45%；65岁及以上的老年人共6782人，占总人口的10.93%。男性共计30677人，占总人口49.45%；女性共计31354，占总人口50.54%。本地居住的人口中，拥有本地户籍的人口为59881人，占96.53%。